# Wigan
Wigan este oraș și un Burg Metropolitan în cadrul Comitatului Metropolitan Greater Manchester în regiunea North West England. Pe lângă orașul propriu zis Wigan, mai conține și orașele Leigh, Ashton-in-Makerfield, Ince-in-Makerfield și Hindley.